# Johann von Leiß

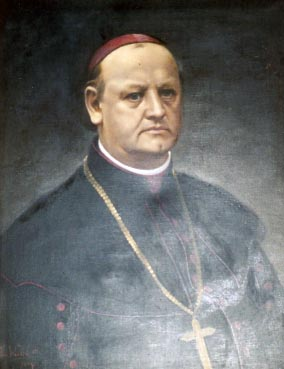
Fürstbischof Johann von Leiß zu Laimburg (um 1882)

Gedenkblatt für den verstorbenen Bischof (1884)

Johann von Leiß zu Laimburg (* 18. Juni 1821 in Innsbruck; † 23. April 1884 in Brixen) war Stadtpfarrer und Dekan von Innsbruck, Bischof der Diözese Brixen, Ehrendoktor der Theologie der Universität Innsbruck, Mitglied des österreichischen Reichsrates und des Tiroler Landtages.

## Leben
Johann von Leiß zu Laimburg wurde in Innsbruck geboren. Nach Absolvierung seiner theologischen Studien wurde er am 27. Juli 1845 zum Priester geweiht und war Hilfspriester in Eben am Achensee. Nach einer zweijährigen seelsorgerischen Tätigkeit in Schwaz wurde er Kooperator in Innsbruck, von wo er als Stadtpfarrer und Dekan nach Bregenz versetzt wurde. In gleicher Eigenschaft wurde er 1862 nach Innsbruck berufen. Im Jahre 1874 wurde Johann von Leiß zum Ehrendomherr von Brixen ernannt. Am 30. November 1879 erfolgte die Bestellung zum Fürstbischof von Brixen. An diesem Tag wurde in der „Wiener Zeitung“ auch die Ernennung des Weihbischofs und Dompropstes des Salzburger Domkapitels Giovanni Giacomo della Bona zum Fürstbischof von Trient bekanntgegeben. Die Konsekration des neuen Bischofs erfolgte am 4. April 1880 in der Domkirche zu Brixen.
Mit Johann von Leiß bestieg ein konzilianter Oberhirte den Brixner Bischofsstuhl, der allerdings von den Konservativen als zu duldsam und nachgiebig abgelehnt wurde. Mit Liebenswürdigkeit und Ausgewogenheit gelang es Leiß aber, die bei Klerus und Volk gegen ihn herrschenden Vorurteile abzubauen und Sympathien zu gewinnen. Von Erzherzog Karl Ludwig wurde er in einem an den Statthalter gerichteten Telegramm einmal als „vortrefflicher Bischof“ bezeichnet. Johann Leiß, der schon einige Tage zuvor über Herzkrämpfe geklagt hatte, verstarb am 23. April 1884 an einem Myokardinfarkt. Sein Leichnam wurde am 28. April in der Domkirche beigesetzt. Zum Universalerben seines Nachlasses setzte er das Vinzentinum ein.

## Familie
Die Leiß sind ein altes Geschlecht. Der Name taucht erstmals 1422 in Stephan von Mayrhofens Genealogischen Tafeln auf. Nach den Aufzeichnungen Mairhofens war Barthlmä Leiß aus Prutz der erste Träger dieses Namens. Am 16. Jänner 1591 wurde der Johann Leiß, der die Pflegschaft in Kaltern innehatte, von Erzherzog Ferdinand in den Adelsstand erhoben. Sein Sohn Paul empfing von Kaiser Ferdinand II. am 22. Jänner 1624 die Adelskonfirmation mit dem Prädikat von „Laimburg“. Im Jahre 1684 wurde die Familie landständisch. Fürstbischof Johannes war einer von sieben Geschwistern des noch übrig gebliebenen Sprosses der Familie Leiß.